# Charpentieria crassicostata
Charpentieria crassicostata (L. Pfeiffer, 1856) è un mollusco gasteropode della famiglia Clausiliidae, endemico della Sicilia.

## Descrizione
Questo mollusco ha una conchiglia lunga 20–30 mm, dall'angolo spirale molto stretto. Presenta coste assiali parallele, interrotte dalle suture delle spire, che hanno avvolgimento sinistrorso.

## Distribuzione e habitat
Si pensa che un tempo avesse un areale ben più ampio, gran parte della Sicilia occidentale; poi, a causa di incendi e raccolta indiscriminata di esemplari vivi per collezionismo, il suo areale si è ristretto molto. Adesso è limitato a una ristretta area della Sicilia nord-occidentale (Monte Cofano) e all'isola di Favignana (Egadi).
Popola gli anfratti e le fenditure delle pareti di roccia calcarea.